# 大河元気
大河 元気（おおかわ げんき、1987年8月26日 - ）は、日本の俳優、歌手、声優。本名は押川元気。愛知県蒲郡市出身。アミュレート所属。

## 略歴
幼いころから特撮物のスーツアクターを志していた。高校生の時に稽古場に見学に行ったが、自身は体が柔らかくなく適任ではないと思い、断念。落ち込んでいたところ、友人に劇団ひまわりの研究生のオーディションを薦められ、特待生で合格し演技を学んだ。
2005年9月、舞台『Switch!』で俳優デビュー。2006年12月、『ミュージカル・テニスの王子様』に切原赤也役で出演。2009年1月、『花婿は18歳』の赤木雅也役で映画初主演。同月、音楽活動を開始し「KITE」で歌手デビュー。7月にミニアルバム『RISE』を発売した。
2010年11月、所属していた事務所ブルーシャトルを退社したことをブログで報告。数か月間フリーとなったのち、2012年2月、アミュレート（旧：アークレイ）に移籍。
2014年11月、舞台『バカフキ!』において初めて作・演出を手掛ける。殺陣の振り付けやグッズのデザインなども担当した。
舞台や映画などの俳優業の他、声優としても活動している。

## 人物
趣味はプラモデル作り（ガンプラ）、特技はダンス・イラスト・造形・剣道・バドミントン・短距離走（50m走は6秒前後）。得意科目は国語。
インドア派で、休みの時は大抵ガンプラの制作をしている。舞台の休憩時間や滞在先のホテルでもガンプラを作り、ブログやツイッターにもガンプラの画像を頻繁にアップロードしている。
好きな漫画家は村枝賢一。
MCを務めていた『声優と夜あそび』ではアニメファンの顔を覗かせ、声優やアニメソング歌手など大物ゲストに恐縮しており、アニメソングに関しては80年代、90年代のものに関しても知識がある。

## 出演
太字はメインキャラクター。

### 舞台・ミュージカル
- Switch!（2005年9月、本名の押川元気で出演）
- ミュージカル テニスの王子様 - 切原赤也 役
  - Absolute King 立海 feat.六角 〜First Service（2006年12月）
  - Dream Live 4th（2007年3月）
  - Absolute King 立海 feat.六角 〜Second Service（2007年8月）
  - Progressive Match 比嘉 feat.立海（2007年12月）
  - Dream Live 5th（2008年5月）
  - The Final Match 立海 First feat.四天宝寺（2009年7月 - 10月）
  - The Final Match 立海 Second feat. The Rivals（2009年12月 - 2010年3月）
  - Dream Live 7th（2010年5月）
- ブルーシャトルプロデュース『新撰組異聞 PEACE MAKER』（2007年7月） - 大阪公演ゲスト
- アクサル
  - WILD ADAPTER（2008年3月 - 4月）
  - 11人いる!（2008年12月 - 2009年1月）
- ルドビコ★
  - 義経-YOSHITSUNE-（2008年4月） - 主演・源義経 役
  - 義経-YOSHITSUNE-紫鬼王編（2008年11月） - 主演・源義経 役
  - Little Alice〜少年アリスの時間割〜（2009年4月） - マッドハッター 役
  - 花咲ける青少年〜The Budding Beauty〜（2010年9月 - 10月） - ルマティ 役
- 大人の麦茶
  - ネムレナイト2008（2008年6月） - うさ吉 役
  - いちころソング（2009年4月） - 中原翔 役
  - 1974（イクナヨ）（2011年3月17日 - 22日）
- DHE@stage
  - 台風14号 もんしろ（2008年7月） - 善郎 役
  - King of the Blue（2010年1月23日 - 31日） - 朱雀 役
- ミュージカル 銀河鉄道の夜（2008年10月 - 11月） - ジョバンニ 役
- 舞台『K』（2009年2月 - 3月）
- 朗読劇「苦情の手紙」(2009年2月9日）
- 劇団ヘロヘロQカムパニー
  - 第21回公演「ウマいよ！地球防衛ランチ〜残さず食べてね〜」（2009年6月）
  - 例外公演「バレルナキケンwithコロナ」（2020年9月4日、こくみん共済coopホール スペース・ゼロ（無観客上演をオンライン配信）） - ゲスト出演
- 天聖八剣伝（2010年6月19日 - 27日） - 剣童間 役
- コカンセツ!（2010年8月11日 - 15日） - 中西豪 役
- もうひとつの竜馬伝-配役を探す八人の登場人物-（2010年11月23日 - 25日） - ゲンキ 役
- abc★赤坂ボーイズキャバレー - 京晋一郎 役
  - Spin Off「ゲネプロ！」〜自分に喝を入れて勝つ!〜（2011年3月2日 - 6日）
  - 〜2回表!〜 -喝！&勝つ!-（2011年8月24日 - 9月5日）
- コントン・クラブ image4 〜オムニバスギャグエンターテインメント〜（2011年4月6日 - 17日）
- 辻よしな祭!（2011年6月22日 - 26日）
- スーパーミュージカル「聖闘士星矢」（2011年7月28日 - 31日、全労済ホールスペース・ゼロ） - 矢座サジッタの魔矢 役
- コントン・クラブ image5 〜オムニバスギャグエンターテインメント〜（2011年10月13日 - 23日）
- ニコニコミュージカル第7弾「源氏物語」（2011年11月16日 - 23日、全労済ホール スペース・ゼロ） - 弘徽殿女御 / 惟乙 役
- 舞台『裏切りは僕の名前を知っている』 - 主演・祗王夕月 役
  - 裏切りは僕の名前を知っているvol.1（2011年12月21日 - 25日、博品館劇場）
  - 裏切りは僕の名前を知っているVol.2（2012年8月1日 - 5日、前進座劇場）
  - 裏切りは僕の名前を知っているVol.3（2012年11月18日 - 25日、シアター1010）
- ALTAR BOYZ 2012 〜Award-Winning Best off-Broadway Musical : GREEN 公演（2012年1月31日 - 2月13日）
- 破壊ランナー（2012年3月29日 - 4月3日） - キャヂラック 役
- ミュージカル『源氏物語×大黒摩季songs〜ボクは、十二単に恋をする〜』（2012年5月11日 - 20日、天王洲銀河劇場）
- 朗読劇・極上文學
  - 銀河鉄道の夜（2012年8月16・18・19日、シアターサンモール） - 主演・ジョバンニ・カムパネルラ 役
  - 夢十夜（2013年1月17日・19 - 21日、シアターサンモール） - 百合 役
  - 走れメロス（2014年12月3日 - 7日、草月ホール/12月27・28日、大阪ビジネスパーク円形ホール） - 主演・メロス 役
- 朗読劇『緋色の研究』（2012年9月26・29日、天王洲銀河劇場） - ワトスン/ホームズ 役
- 舞台『4STRIKE』（2012年10月11日・16日） - 日替わりゲスト
- ミュージカル『私のダーリン』（2013年3月26日 - 4月14日、シアタークリエ） - 森本隼人 / ファルコン 役
- BOYS★TALK（2013年6月8日、全労済ホール スペース・ゼロ） - 日替わりゲスト
- ミュージカル「忍者じゃじゃ丸くん」（2013年6月24日、シアターブラッツ） - 日替わりゲスト
- 舞台「『源平盛衰記異聞』 巴御前 女武者伝説」（2013年8月4日 - 25日、明治座） - 今井兼平 役
- 劇団たいしゅう小説家 Present's「GUNG」（2013年11月23日 - 12月1日、萬劇場）
- PERSONA3 - 伊織順平 役
  - PERSONA3 the Weird Masquerade 〜青の覚醒〜（2014年1月8日 - 12日、シアターGロッソ）
  - PERSONA3 the Weird Masquerade 〜群青の迷宮〜（2014年9月16日 - 23日、シアター1010）
  - PERSONA3 the Weird Masquerade 〜蒼鉛の結晶〜（2015年6月4日 - 13日、シアターGロッソ）
  - PERSONA3 the Weird Masquerade 〜藍の誓約〜（2017年4月14日 - 23日、シアターGロッソ）※碧空の彼方へとは同時期上演
  - PERSONA3 the Weird Masquerade 〜碧空の彼方へ〜（2017年4月14日 - 23日、シアターGロッソ）※藍の誓約とは同時期上演
- REVELATION GARDEN - スパルタクスの反乱 -（2014年2月22日 - 3月2日、サンシャイン劇場）
- 學蘭歌劇 『帝一の國』 - 森園億人 役
  - 學蘭歌劇 『帝一の國』（2014年4月18日 - 5月6日、パルコ劇場）
  - 學蘭歌劇 『帝一の國－決戦のマイムマイム－』（2015年7月12日 - 20日、AiiA 2.5 Theater Tokyo/25日・26日、梅田芸術劇場 シアター・ドラマシティ）
  - 學蘭歌劇 『帝一の國－血戦のラストダンス－』（2016年3月17日 - 27日、AiiA 2.5 Theater Tokyo）（映像出演）
- バカフキ! - 作・演出/出演・アスラ 役
  - バカフキ!（2014年11月13日 - 16日、全労済ホール スペースゼロ）
  - 烈!バカフキ!（2016年4月14日 - 17日、Zeep ブルーシアター六本木）
- 朗読劇『魔導師は平凡を望む』（2015年5月23日・24日、彩の国さいたま芸術劇場大ホール） - テオドール 役
- Rejet Fes.2016限定ミュージカル「妖かし村正 地獄変」（2016年2月13日 - 14日、東京国際フォーラム ホールA） - 聖 役
- VOICARION Ⅸ 帝国声歌舞伎「信長の犬」（2020年9月6日・10日・13日 - 帝国劇場） - 明智光秀 役
- CCCreation リーディングシアターvol.2 「RAMPO in the DARK」（2021年6月9日 - 神田明神ホール ）
- 朗読劇「彼女が好きなものはホモであって僕ではない」（2021年9月2日・5日、草月ホール） - 安藤純（9月2日公演）、ファーレンハイト（9月5日公演） 役
- 朗読劇「夢から醒めない夢を見よ。」（2024年9月13日、シアター・アルファ東京）[13]

### 映画
- カフェ代官山〜Sweet Boys〜（2008年） - 一条・サーディン・鈴太郎 役
- カフェ代官山II〜夢の続き〜（2008年） - 一条・サーディン・鈴太郎 役
- カフェ代官山III〜それぞれの明日〜（2009年） - 一条・サーディン・鈴太郎 役
- 花婿は18歳（2009年1月） - 主演・赤木雅也 役
- 第2写真部（2009年2月） - 高田勇治 役
- ビートロック☆ラブ（2009年3月） - 木村虎太郎 役
- パニック4ROOMS（2009年4月） - ナイス 役
- ゲーム☆アクション（2009年11月） - マース 役
- ゲーム☆アクション サイドストーリー1（2009年11月） - マース 役
- 喧嘩番長 劇場版〜全国制覇（2010年3月） - 沢北洋平 役
- カタシロReplica（2024年6月） - 患者 役[14]

### テレビドラマ
- 神話戦士ギガゼウス（2012年4月、関西テレビ） - レギュラー・カズヤ役

### テレビ番組
※はインターネット配信。
- H.I.S. presents テリー伊藤の世界のタビセツ（2011年6月担当、TOKYO MX）
- 大河元気のlink staGe（2013年7月 - 、ニコニコチャンネル※）
- ビットワールド（2013年 - 2015年、NHK Eテレ） - バタ・ディアブロマ（レディ マーガリン）、スウィーツ 役
- 大河・仲村のゲームインドアダービー（2018年 - 、Rakuten TV）
- 声優と夜あそび 2nd season 金曜メインMC（2019年、AbemaTV）
- 声優アウトドア！バラエティ「ぬーキャンプ」（2019年11月28日・12月5日・12日、tvk） - ゲスト出演
- Merry ボートレース GRAND PRIX（2019年12月22日、AbemaTV）※[15]

### CM
- ニンテンドーDS「スパロボ学園」（2009年）
- 月刊ホビージャパン（2013年10月）[16]

### テレビアニメ
2012年
- 遊☆戯☆王ZEXAL II（ミザエル）

2016年
- クロムクロ（氷見）
- SERVAMP-サーヴァンプ-（龍征）
- サバパラ（マル）
- スカーレッドライダーゼクス（近江マコト）
- TO BE HERO（第三王子）
- ナンバカ（チィー）
- B-PROJECT シリーズ（2016年 - 2023年、野目龍広） - 3シリーズ
- 魔法少女育成計画（男子生徒B）

2017年
- MARGINAL#4 KISSから創造るBig Bang（緋室キラ、蘭堂京）
- タイムボカン24（16歳少年3）
- 神撃のバハムート VIRGIN SOUL（青年、客、門番天使）
- ラブ米 -WE LOVE RICE-（CARRY / ガトー） - 2シリーズ
- Code:Realize 〜創世の姫君〜（兵士、村人）
- 将国のアルタイル（シュミット）
- ベイブレードバースト シリーズ（2017年 - 2018年、クルツ・バラティエ） - 2シリーズ
- いつだって僕らの恋は10センチだった。（映画部員A）

2018年
- ブラッククローバー（2018年 - 2021年、アレクドラ・サンドラー）
- ラストピリオド -終わりなき螺旋の物語-（ピリオド）
- シュタインズ・ゲート ゼロ（セミナー参加者D、管理局兵士）
- 中間管理録トネガワ（黒服1、東）
- INGRESS THE ANIMATION（警察官、コラボレーターズ幹部）
- 妖怪ウォッチ シャドウサイド（2018年 - 2019年、不動明王ボーイ）
- DOUBLE DECKER! ダグ&キリル（クリス）
- 火ノ丸相撲（2018年 - 2019年、バトムンフ・バトバヤル）

2019年
- この世の果てで恋を唄う少女YU-NO
- 魔入りました!入間くん（2019年 - 2023年、ガープ・ゴエモン、生徒A、入間父、よろい先輩、ファルファル、入間父の幻） - 3シリーズ
- 妖怪ウォッチ!（不動明王ボーイ）
- 歌舞伎町シャーロック（雉）

2020年
- ID:INVADED イド:インヴェイデッド（大貫裕司、捜査員、職員）
- 地縛少年花子くん（2020年 - 2025年、山吹檸檬） - 3シリーズ
- 神之塔 -Tower of God-（レビン）
- 八男って、それはないでしょう!（ヘルムート）
- 文豪とアルケミスト 〜審判ノ歯車〜（ネコ）
- 啄木鳥探偵處（山岡）
- 100万の命の上に俺は立っている（2020年 - 2021年、竜術士） - 2シリーズ

2021年
- 2.43 清陰高校男子バレー部（戸倉工兵）
- マジカパーティ（TVレオン）

2022年
- RPG不動産（青年）
- 新テニスの王子様 U-17 WORLD CUP（マック・マグレガー）

2023年
- BLEACH 千年血戦篇-訣別譚-（死神）
- ブルバスター（カメラマン）
- 放課後少年花子くん（2023年 - 2024年、山吹檸檬） - 2シリーズ

2024年
- 異世界でもふもふなでなでするためにがんばってます。（ヴィルヘルト・レガ・ガシェ〈ヴィル〉）
- ぶっちぎり?!（灯荒仁）

2025年
- 出禁のモグラ（真木栗顕）

### 劇場アニメ
- あした世界が終わるとしても（2019年、男子生徒）

### Webアニメ
- 天下統一恋の乱〜出陣！雑賀4人衆〜（2018年、燕[36]）

### ゲーム
2009年
- リトルアンカー（ルシオ・ソアレス）

2012年
- デカロン（ブラックウィザード）

2013年
- 遊☆戯☆王ゼアル 激突!デュエルカーニバル!（ミザエル）

2014年
- サウザンドメモリーズ（錬撃の戦術士ロウファ、破龍の救世主ゼクロス、従武の牧師バーキン、黒紫の魔杖使いカヒャート）
- すたぴぃ〜あなたはもっと輝ける〜（西恭介）
- MARGINAL＃4 IDOL OF SUPERNOVA（緋室キラ）

2015年
- ソフィーのアトリエ 〜不思議な本の錬金術士〜（ジュリオ・セバルト・レーデンシャフト）

2016年
- A lot of Stories（アレス）
- クイズRPG 魔法使いと黒猫のウィズ（ジミー・デヴィス）
- 夢王国と眠れる100人の王子様（カストル）

2017年
- 幻想少女（張飛、張梁）
- スーパーボンバーマン R（青ボン）
- スタレボ☆彡 88星座のアイドル革命（橋爪ルドルフ）
- 文豪とアルケミスト（ネコ）
- メギド72

2018年
- 一血卍傑-ONLINE-（ミズチ）
- IDOL FANTASY - アイドルファンタジー -（鬼島禅）
- ベイブレードバースト バトルゼロ（クルツ・バラティエ）
- プレカトゥスの天秤（スヴェン・クルニクス）
- 蛇香のライラ 〜Allure of MUSK〜（テオドール・バリッシュ）

2019年
- プリンセスコネクト！Re:Dive（王宮騎士、部員3）
- THE KING OF FIGHTERS for GIRLS（二階堂紅丸）
- Shadowverse（2019年 - 2023年、スピアーエルフ、不可侵の死霊・ヘリオ、ブーステッドタイガー）
- モンスターストライク（ザナドゥ）

2020年
- サンクタス戦記-GYEE-（ツーリング、ネメシオ）
- エンゲージソウルズ（ベイ）
- Re;quartz零度（コノエ アキラ/近衛暁）

2021年
- スーパーボンバーマン R オンライン（青ボン）
- Re;quartz零度（コノエ アキラ）
- B-PROJECT 流星*ファンタジア（野目龍広）
- シャイニングニキ（医者、店主、黒鷲）
- Relayer（アルニタク）

2023年
- ファイアーエムブレム エンゲージ（パンドロ）

2024年
- ファイアーエムブレム ヒーローズ（パンドロ）

### 吹き替え

#### 映画吹き替え
- TARO（アリスタ）
- キスから始まるものがたり（リー・フリン〈ジョエル・コートニー〉）

#### ドラマ
- アナザー・ライフ（イアン・イェルクサ〈タイラー・ホークリン〉）
- レイ・ドノヴァン ザ・フィクサー シーズン4（デイモン）
- リーサル・ウェポン（サム）
- TITANS/タイタンズ（ビフ）
- 13の理由
- タイニー・プリティ・シングス（ケイレブ〈デイモン・J・ガレスピー〉）
- ベルグレービア 秘密だらけの邸宅街（チャールズ・ポープ〈ジャック・バードー〉[59]）
- DOC あすへのカルテ（リッカルド・ボンヴェーニャ〈ピエルパオロ・スポッロン〉）

### ドラマCD
- TAP TRAP LOVE Vol.2 「CLOWN」（ANGER）
- MARGINAL＃4 ドラマCD シリーズ（緋室キラ）
  - MARGINAL#4 〜星降る夜の、スイートバレンタイン〜
  - MARGINAL#4 〜星降る夜の、ハロウィンパーティー〜
  - MARGINAL#4 〜星降る夜が、起こした4つの奇跡〜
  - MARGINAL#4 〜星降る夜の、クリスマス〜
- BBB シリーズ（久賀裕貴）
  - BBB-Traplip-TYPE.6 ボディガード
  - BBB-Honeylip-episode 3
- 「妖怪学校の先生はじめました！」第２巻（メロス）

### 朗読CD
- 貴女の涙腺ほぐし隊っ!!! 〜サディスティックセラピスト樹生の診察〜（隆之介）
- Honeybee 羊でおやすみシリーズ 革命編 「口づけは朝までおあずけ」

### オーディオドラマ
- NaGoMi（ユウ）
- kecak2076～この聲をキミへ！1期・2期（ユウキ）
- TOSAKU～その絵、いくらで売りますか？～（森雅人）

### オーディオブック
- 罪の声（2020年、曽根俊也）

### 特撮
- 魔進戦隊キラメイジャー（2020年 - 2021年、魔進ジェッタ / ブルーキラメイストーンの声[60]） - 1シリーズ + 3作品[注 1]

### ナレーション
- 高専ロボコン2015全国大会「輪投げ対決　目覚めよ!ホースの力」（2015年12月23日、NHK総合テレビジョン）[61][62]
- ガンチャン夜会 副音声解説つきセレクト配信・同時視聴配信（2025年-、ガンダム公式YouTubeチャンネル「ガンチャン」）

### デジタルコミック
- その溺愛、お断りします（2019年、芹澤要）
- 恋するムツアイ（2019年、奏太[63]）
- 溺愛なんてズルすぎる!! （2020年、マサキ）

### ラジオ
※はインターネット配信。
- 大変恐れいりますが、大河元気のラジオです。（2007年 - 、Rakuten TV※）[64]
- ピタゴラスチャンネル（2016年、ニコニコ生放送※）
- 津田健次郎・大河元気のジョシ禁ラジオ!（2017年、アニメイトタイムズ※）[65]
- 津田健次郎・大河元気のジョシ禁ラジオ!!（2018年 - 、FRESH! 響チャンネル※）[66]
- 出禁のモグラジオ（2025年、文化放送）[67]

### 映像商品
- トークDVD「トーキングフェイスVol.5　大河元気×ハービー・山口」
- NATURAL FACE
  - vol.3 彫金編
  - vol.7 陶芸/京七宝編
  - Vol.10 GENKI WORLD 茶道編
- Men's DVD「HIGH-SPIRIT」
- Rejet Fes.2014 DISCOVERY DVD
- Rejet Fes.2016 -ONLY ONE- DVD
- Rejet Fes.2018 -FOCUS- DVD
- Rejet Fes.2019 ORIGIN DVD
- リトルアンカー DEAD OR LIVE イベントDVD
- VRパーティ 大河元気VR

### 携帯コンテンツ
- ビジュアルボーイ（スケジュール、フォトギャラリー、動画、着ボイス）
- スマートボーイズ『リアルfaces大河元気』、『学園のクローバー』

### 書籍
- 写真集「other cut of 168」（2007年、スタジオワープ）
- 働くMen's写真集「Work-ish」（2008年、幻冬舎コミックス）
- フォトブック「Wing」（2008年、扶桑社）
- 写真集「Stigmata」（2010年、スタジオワープ）
- 写真集「OTHER SIDE」（2010年、スタジオワープ）
- 『魔進戦隊キラメイジャー』HERO BOOK（2020年、宝島社）

### 玩具
- 魔進戦隊キラメイジャー 煌輝変身ブレス DXキラメイチェンジャー（2020年3月7日）
- 魔進戦隊キラメイジャー 最煌弓 DXキラフルゴーアロー（2020年10月3日）
- 魔進戦隊キラメイジャー キラメイチェンジャー -MEMORIAL EDITION-（2022年11月）

### その他コンテンツ
- 写真「トンボ学生服」
- PV 12012「逢いたいから....」（2008年）
- 城崎広告（2017年、朝日奈彬）
- 神酒ノ尊-ミキノミコト-（2019年、九頭龍 [68])
- 数学者を召喚したらイケメンだった（2020年、アルキメデス）
- 超人的シェアハウスストーリー『カリスマ』（2021年-、テラ）[69]
- マガツノート（2022年 - 2024年、左馬之助）

## ディスコグラフィ

### ミニアルバム
|     | 発売日        | タイトル | 規格品番  |
| --- | ------------- | -------- | --------- |
| 1st | 2009年7月15日 | RISE     | PCCA-2949 |

### キャラクターソング
| 発売日   | 商品名                                                                      | 歌 | 楽曲 | 備考                                                                |
| 2009年   | 2009年                                                                      | 2009年 | 2009年 | 2009年                                                              |
| -------- | --------------------------------------------------------------------------- | --- | --- | ------------------------------------------------------------------- |
| 5月27日  | リトルアンカー オリジナルサウンドトラック                                   | ルシオ・ソアレス（大河元気） | 「miracle」 | ゲーム『リトルアンカー』関連曲                                      |
| 2014年   |                                                                             | | |                                                                     |
| 8月13日  | Catastrophe カタストロフィ                                                  | LAGRANGE POINT | 「カタストロフィ」 「1/f（エフぶんのいち）の揺らぎ」 「Message Bottle」 「Dear Princess」                             | 『LAGRANGE POINT』関連曲                                            |
| 10月15日 | BLACK SWAN                                                                  | LAGRANGE POINT | 「BLACK SWAN」 「Never Sorrow」 「イチカバチカ」 「Goodbye残響（Echoes）!!!!」                                        | 『LAGRANGE POINT』関連曲                                            |
| 2015年   |                                                                             | | |                                                                     |
| 1月14日  | 愛、独裁-SAMURAI-                                                           | LAGRANGE POINT | 「愛、独裁-SAMURAI-」 「Shoot off」 「ワンセンテンスじゃ、挿入（はい）りきらないよ」 「暁方（あかつきがた）に、消ゆ」 | 『LAGRANGE POINT』関連曲                                            |
| 4月8日   | LAGRANGE POINT THE BEST 「Lagjuliet」                                       | LAGRANGE POINT | 「LUV EXODUS」 「Nan-Bo-No-Mon-Ja-E!!!!!」                                                                            | 『LAGRANGE POINT』関連曲                                            |
| 5月20日  | Star Grand Prix！                                                           | 西恭介（大河元気） | 「Star Grand Prix！」                                                                                                 | 『すたぴぃ〜あなたはもっと輝ける〜』関連曲                          |
| 6月10日  | Beautiful Phantom                                                           | LAGRANGE POINT | 「Beautiful Phantom」 「レッドブザービート」 「愛のファタモルガーナ」 「今はGoodNight」                               | 『LAGRANGE POINT』関連曲                                            |
| 9月11日  | 永久パラダイス                                                              | B-PROJECT | 「永久パラダイス」 | 『B-PROJECT』関連曲                                                 |
| 10月14日 | 愛という言葉を憎む日々が永久に続いてもオレを赦してくれ                      | LAGRANGE POINT | 「愛という言葉を憎む日々が永久に続いてもオレを赦してくれ」 「惡の華」 「六十九夜」 「BLACKOUT/WHITEOUT」              | 『LAGRANGE POINT』関連曲                                            |
| 11月25日 | Glory Upper                                                                 | MooNs | 「Glory Upper」 「Over The Rainbow」 「永久パラダイス」                                                               | 『B-PROJECT』関連曲                                                 |
| 2016年   |                                                                             | | |                                                                     |
| 2月10日  | PRISONER                                                                    | LAGRANGE POINT | 「PRISONER」 「Last Chance!!!」 「Crystal Switch」 「妄想VISIONIST」                                                  | 『LAGRANGE POINT』関連曲                                            |
| 4月6日   | Brand New Star                                                              | MooNs | 「Brand New Star」 「ラブ☆レボリュ」                                                                                  | 『B-PROJECT』関連曲                                                 |
| 4月13日  | ビバ★ラッ★チュ                                                              | WONDER CORONA! | 「ビバ★ラッ★チュ」 「裸足のDestiny」                                                                                  | 『WONDER CORONA』関連曲                                             |
| 5月25日  | THE BEST 「LAGJULIET II」                                                   | LAGRANGE POINT | 「破竹の愛」 「ガイドライン」                                                                                         | 『LAGRANGE POINT』関連曲                                            |
| 6月22日  | ピタゴラスプロダクション ベストアルバム連動購入特典CD                       | ピタゴラス★オールスター | 「奇跡の星座（Sign）」                                                                                                | 『ピタゴラスプロダクション』関連曲                                  |
| 7月6日   | 鼓動*アンビシャス                                                           | B-PROJECT | 「鼓動*アンビシャス」                                                                                                 | テレビアニメ『B-PROJECT〜鼓動*アンビシャス〜』オープニングテーマ    |
| 7月13日  | サマジェラ                                                                  | WONDER CORONA! | 「サマジェラ」 「HANABI」                                                                                             | 『WONDER CORONA』関連曲                                             |
| 7月27日  | 星と月のセンテンス                                                          | MooNs | 「夢見るPOWER」 | テレビアニメ『B-PROJECT〜鼓動*アンビシャス〜』挿入歌                |
| 12月21日 | 無敵*デンジャラス                                                           | B-PROJECT | 「無敵*デンジャラス」                                                                                                 | ゲーム『B-PROJECT 無敵*デンジャラス』オープニングテーマ             |
| 12月21日 | 無敵*デンジャラス                                                           | B-PROJECT | 「永久パラダイス（14 Vocal ver.）」                                                                                   | 『B-PROJECT』関連曲                                                 |
| 2017年   |                                                                             | | |                                                                     |
| 1月18日  | SUMMER MERMAID                                                              | MooNs | 「SUMMER MERMAID」 「パノラマ」                                                                                       | 『B-PROJECT』関連曲                                                 |
| 1月25日  | B-PROJECT〜鼓動*アンビシャス〜 BD・DVD第6巻特典CD                           | 野目龍広（大河元気） | 「LONELY HEROES」 | テレビアニメ『B-PROJECT〜鼓動*アンビシャス〜』関連曲                |
| 2月15日  | 革命（Revolution）XX/Mr. StarrySky                                          | LAGRANGE POINT | 「革命（Revolution）XX」                                                                                              | テレビアニメ『MARGINAL#4 KISSから創造るBig Bang』エンディングテーマ |
| 4月5日   | KISSから創造るBig Bang                                                      | ピタゴラス★オールスター | 「KISSから創造るBig Bang」                                                                                            | テレビアニメ『MARGINAL#4 KISSから創造るBig Bang』エンディングテーマ |
| 6月21日  | ピタゴラスプロダクション SHUFFLE BEST                                       | WONDER CORONA! | 「Lost Accessories」                                                                                                  | 『MARGINAL#4』関連曲                                                |
| 7月19日  | S級パラダイス WHITE                                                         | B-PROJECT | 「S級パラダイス」 | 『B-PROJECT』関連曲                                                 |
| 7月19日  | S級パラダイス WHITE                                                         | MooNs | 「PRAY FOR...」 | 『B-PROJECT』関連曲                                                 |
| 8月9日   | 「ラブ米」キャラソンCD vol.4 「パンがなければお菓子を食べればいいじゃない」 | アン（榎木淳弥）、ショック（鈴木裕斗）、キャリー（大河元気） | 「浪漫飛行〜イーストキングver.〜」                                                                                    | テレビアニメ『ラブ米 -WE LOVE RICE-』関連曲                         |
| 8月9日   | 「ラブ米」キャラソンCD vol.4 「パンがなければお菓子を食べればいいじゃない」 | アン（榎木淳弥）、ショック（鈴木裕斗）、キャリー（大河元気） | 「LOVE&BRAVE」 | テレビアニメ『ラブ米 -WE LOVE RICE-』挿入歌                         |
| 9月13日  | 「ラブ米」キャラソンCD vol.5 「千石万石も米五合」                           | ひのひかり（石井マーク）、ささにしき（沢城千春）、ひとめぼれ（草摩そうすけ）、あきたこまち（小森未彩）、にこまる（玉城仁菜）、アン（榎木淳弥）、ショック（鈴木裕斗）、キャリー（大河元気）                                                               | 「浪漫飛行〜米粉パンver.〜」                                                                                          | テレビアニメ『ラブ米 -WE LOVE RICE-』エンディングテーマ             |
| 11月22日 | ピタゴラス スペクタクルツアー ライブ Vol.2「STARGAZER Z」                   | 野村エル（KENN）、緋室キラ（大河元気）、滝丸アルト（沢城千春） | 「SHOW★TIME」 「希望infinity」                                                                                        | ゲーム『MARGINAL#4』関連曲                                          |
| 2018年   |                                                                             | | |                                                                     |
| 5月16日  | GO AROUND                                                                   | MooNs | 「GO AROUND」 | 『B-PROJECT』関連曲                                                 |
| 5月16日  | GO AROUND                                                                   | 野目龍広（大河元気） | 「Never Surrender」                                                                                                   | 『B-PROJECT』関連曲                                                 |
| 7月16日  | 快感エブリディ                                                              | B-PROJECT | 「快感エブリディ」 「After all this time」                                                                            | 『B-PROJECT』関連曲                                                 |
| 8月22日  | 天下統一恋の乱〜出陣！雑賀4人衆〜 主題歌CD&アニメDVD                        | 四銃奏 | 「統一天下四銃奏」 | Webアニメ『天下統一恋の乱〜出陣！雑賀4人衆〜』オープニングテーマ    |
| 8月22日  | 天下統一恋の乱〜出陣！雑賀4人衆〜 主題歌CD&アニメDVD                        | 四銃奏 | 「タガタメニ」 | Webアニメ『天下統一恋の乱〜出陣！雑賀4人衆〜』エンディングテーマ    |
| 8月22日  | シンギュラリティ                                                            | LAGRANGE POINT | 「シンギュラリティ」 「Vertigo」                                                                                      | 『LAGRANGE POINT』関連曲                                            |
| 9月5日   | Own The Night〜イケメンライブ 恋の歌をキミに イケラブ 1st ALBUM〜           | 銀波律（蒼井翔太）、蘇芳楽（梶裕貴）、朱真遥音（KENN）、東雲詠介（谷山紀章）、千草響一郎（伊東健人）、天宮アンリ（大河元気）、眞白奏（深町寿成）、木蘭宗詩（市川太一）、銀波弓弦（植田圭輔）、椿麻琴（小野友樹）、藤代旋（黒田崇矢）、藍墨晃揮（近藤隆） | 「最愛PHRASE」 | ゲーム『イケメンライブ 恋の歌をキミに』主題歌                       |
| 9月5日   | Own The Night〜イケメンライブ 恋の歌をキミに イケラブ 1st ALBUM〜           | 天宮アンリ（大河元気） | 「Go fly away」 | ゲーム『イケメンライブ 恋の歌をキミに』関連曲                       |
| 9月27日  | 「MARGINAL#4 KISSから創造（つく）るBig Bang」BEST                           | LAGRANGE POINT | 「“U”」 | テレビアニメ『MARGINAL#4 KISSから創造（つく）るBig Bang』関連曲     |
| 12月26日 | スタレボ☆彡 88星座のアイドル革命 THE BEST「STAR REVOLUTION」Vol.3           | グロリアス | 「Horoscope」 「俺色の星空」                                                                                          | ゲーム『スタレボ☆彡 88星座のアイドル革命』関連曲                    |
| 2019年   |                                                                             | | |                                                                     |
| 1月30日  | 絶頂*エモーション                                                           | B-PROJECT | 「絶頂*エモーション」                                                                                                 | テレビアニメ『B-PROJECT〜絶頂*エモーション〜』オープニングテーマ    |
| 1月30日  | 絶頂*エモーション                                                           | B-PROJECT | 「光と影の時結ぶ」 | テレビアニメ『B-PROJECT〜絶頂*エモーション〜』エンディングテーマ    |
| 4月17日  | ピタゴラスプロダクション GALACTI9★SONGシリーズ #5「Afraid No.7」緋室キラ    | 緋室キラ（大河元気） | 「Afraid No.7」 「パルコ（Kira Ver.）」                                                                               | 『MARGINAL#4』関連曲                                                |
| 6月26日  | B-PROJECT〜絶頂*エモーション〜 BD・DVD第4巻特典CD                           | MooNs | 「光と影の時結ぶ」 | テレビアニメ『B-PROJECT〜絶頂*エモーション〜』エンディングテーマ    |
| 6月26日  | B-PROJECT〜絶頂*エモーション〜 BD・DVD第4巻特典CD                           | MooNs | 「STARTIN' SHINY FANTASY」                                                                                            | テレビアニメ『B-PROJECT〜絶頂*エモーション〜』挿入歌                |
| 6月26日  | B-PROJECT〜絶頂*エモーション〜 BD・DVD第4巻特典CD                           | キタコレ、MooNs | 「Unite Contrast」 | テレビアニメ『B-PROJECT〜絶頂*エモーション〜』挿入歌                |
| 7月3日   | セカイ系バラエティ 僕声シーズン2 サウンドトラック                           | 携帯男機 | 「携帯男機のテーマ」                                                                                                  | バラエティ番組『セカイ系バラエティ 僕声 シーズン2』関連曲           |
| 8月28日  | B-PROJECT〜絶頂*エモーション〜 BD・DVD第6巻特典CD                           | B-PROJECT | 「あえて言葉にするなら」                                                                                              | テレビアニメ『B-PROJECT〜絶頂*エモーション〜』挿入歌                |
| 11月20日 | KING OF FIRE                                                                | 草薙京（前野智昭）、二階堂紅丸（大河元気） | 「Let's Fight」 | ゲーム『THE KING OF FIGHTERS for GIRLS』関連曲                      |
| 11月27日 | Dancing Dancing                                                             | MooNs | 「Dancing Dancing」 「ココロの地図」                                                                                  | 『B-PROJECT』関連曲                                                 |
| 11月27日 | JAZZ-ON! Sessions First Cats                                                | 智川翔琉（石井真）、行田光牙（大河元気） | 「Are you with me?」                                                                                                  | キャラクターCD『JAZZ-ON!』関連曲                                    |
| 2020年   |                                                                             | | |                                                                     |
| 3月25日  | KING of CASTE〜Bird in the Cage〜                                           | B-PROJECT | 「Who is the King?」                                                                                                  | ドラマCD『KING of CASTE〜Bird in the Cage〜』挿入歌                 |
| 3月25日  | KING of CASTE〜Bird in the Cage〜 鳳凰学園高校ver.                          | 鳳凰学園高校 | 「Catharsis」 | ドラマCD『KING of CASTE〜Bird in the Cage〜』挿入歌                 |
| 3月25日  | ピタゴラスインフィニティソロベスト”L”(4+2+3=9)∞                             | LAGRANGE POINT | 「CAFUNÉ」 | 『LAGRANGE POINT』関連曲                                            |
| 4月24日  | JAZZ-ON! Sessions 開闢≠Beginning                                            | 依吹青（土岐隼一）、行田光牙（大河元気） | 「Now or never」 | キャラクターCD『JAZZ-ON!』関連曲                                    |
| 6月5日   | ピタゴラスプロダクション ONE DREAM 2020 3rd「Wake Upじゃまいか！？」        | WONDER CORONA! | 「Wake Upじゃまいか！？」                                                                                             | 『WONDER CORONA』関連曲                                             |
| 7月17日  | ピタゴラスプロダクション ONE DREAM 2020 4th「Still Green」                  | WONDER CORONA! | 「Still Green」 | 『WONDER CORONA』関連曲                                             |
| 12月2日  | Supernova                                                                   | B-PROJECT | 「Supernova Explosion」                                                                                               | 『B-PROJECT』関連曲                                                 |
| 12月2日  | Supernova 特務部第壱翼竜隊ver.                                              | 特務部第壱翼竜隊 | 「創世Prelude」 | 『B-PROJECT』関連曲                                                 |
| 12月23日 | ピタゴラスプロダクション 「ONE DREAM BEST」                                 | ピタゴラス★オールスター | 「FOOOOOOOOOLISH!!!」                                                                                                 |                                                                     |
| 2021年   |                                                                             | | |                                                                     |
| 1月6日   | Non stop fallin' love                                                       | MooNs | 「Non stop fallin' love」 「鏡のマスカレード」                                                                        | 『B-PROJECT』関連曲                                                 |
| 1月22日  | JAZZ-ON! Invisible Chord 1st                                                | 智川翔流（石井真）、堂嶌燎（深町寿成）、行田光牙（大河元気）、神条優貴（米内佑希） | 「Invisible Chord 1st」                                                                                               | キャラクターCD『JAZZ-ON!』関連曲                                    |
| 6月2日   | JAZZ-ON! Tone of Stars Beta                                                 | 影山新（伊東健人）、行田光牙（大河元気） | 「Reveal」 | キャラクターCD『JAZZ-ON!』関連曲                                    |
| 10月27日 | 流星*ファンタジア                                                           | B-PROJECT | 「流星*ファンタジア」 「Blue period」 「Seize your light」                                                            | ゲーム『B-PROJECT 流星*ファンタジア』主題歌                         |
| 11月17日 | B with U ダイコクver.                                                       | MooNs | 「Look At Me」 | 『B-PROJECT』関連曲                                                 |
| 11月17日 | B with U ダイコクver.                                                       | THRIVE、MooNs | 「Love Union」 | 『B-PROJECT』関連曲                                                 |

### その他参加作品
| 発売日        | 商品名                                                                        | 歌       | 楽曲           | 備考 |
| ------------- | ----------------------------------------------------------------------------- | -------- | -------------- | ---- |
| 2022年7月27日 | [Re:collection] HIT SONG cover series feat.voice actors 〜00's-10's EDITION〜 | 大河元気 | 「大切なもの」 |      |